# Петрівська сільська рада (Компаніївський район)
| Петрівська сільська рада — колишній орган місцевого самоврядування у Компаніївському районі Кіровоградської області з адміністративним центром у с. Петрівка. Сільській раді підпорядковані населені пункти: - с. Петрівка - с. Інженерівка - с. Наглядівка - с. Павлівка |

## Склад ради
Рада складається з 14 депутатів та голови.

### Керівний склад ради
| ПІБ                          | Основні відомості                                                                  | Дата обрання | Дата звільнення |
| ---------------------------- | ---------------------------------------------------------------------------------- | ------------ | --------------- |
| Михайлюта Сергій Миколайович | Сільський голова, 1964 року народження, освіта, член Соціалістичної партії України | 26.03.2006   | 31.10.2010      |
| Михайлюта Сергій Миколайович | Сільський голова, 1964 року народження, освіта вища                                | 31.10.2010   |                 |

Примітка: таблиця складена за даними джерела

## Населення
Згідно з переписом УРСР 1989 року чисельність наявного населення села становила 779 осіб, з яких 386 чоловіків та 393 жінки.
За переписом населення України 2001 року в селі мешкали 632 особи.

### Мова
Розподіл населення за рідною мовою за даними перепису 2001 року:
| Мова       | Відсоток |
| ---------- | -------- |
| українська | 97,31 %  |
| молдовська | 1,58 %   |
| російська  | 0,95 %   |
| білоруська | 0,16 %   |